# Замок Ричарда — Львиное сердце (Киев)
«Замок Ричарда — Львиное сердце» — поэтизированное название дома № 15 на Андреевском спуске в Киеве — памятника архитектуры XIX века, сооружённого в стиле британской готики. Назван в честь короля Ричарда Львиное Сердце, героя романа Вальтера Скотта «Айвенго».
Дом в виде старинного замка установлен на сложном рельефе бывшей летописной горы Воздыхальницы чуть ниже Андреевской церкви. Монументальные фасады украшены архитектурными элементами замково-крепостных сооружений — разнообразными башнями, шпилями, зубчатыми навершиями стен и т. д. С левой стороны дома поднимается высокая башня с крепостными чертами.
В разное время в доме проживали известные украинские художники: Фотий Красицкий (1905–1909), Григорий Дядченко (1906—1919), Иван Макушенко, Фёдор Балавенский. 
В 1905—1906 годах здесь размещалась редакция сатирического журнала  «Шершень».
Собственником дома в настоящее время является, купивший его в конце 1990-х годов, американский бизнесмен украинского происхождения Юрий Чоповский (внук Ивана Фещенко-Чоповского).
Истории дома и его жителей посвящено несколько витрин Музея одной улицы. В музее представлены личные вещи и художественные работы жителей дома, а также фотографии и планы Замка Ричарда.

## Галерея

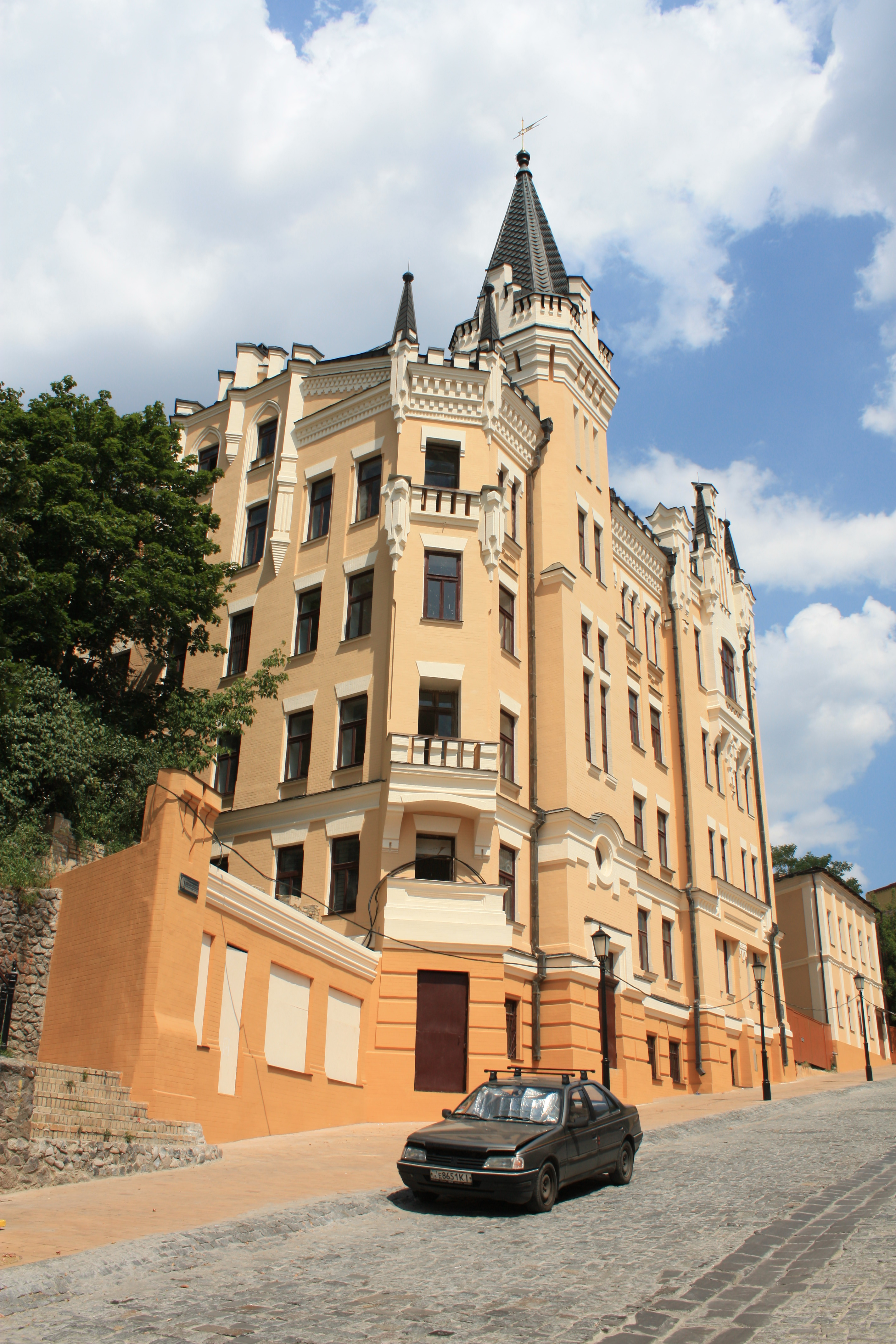
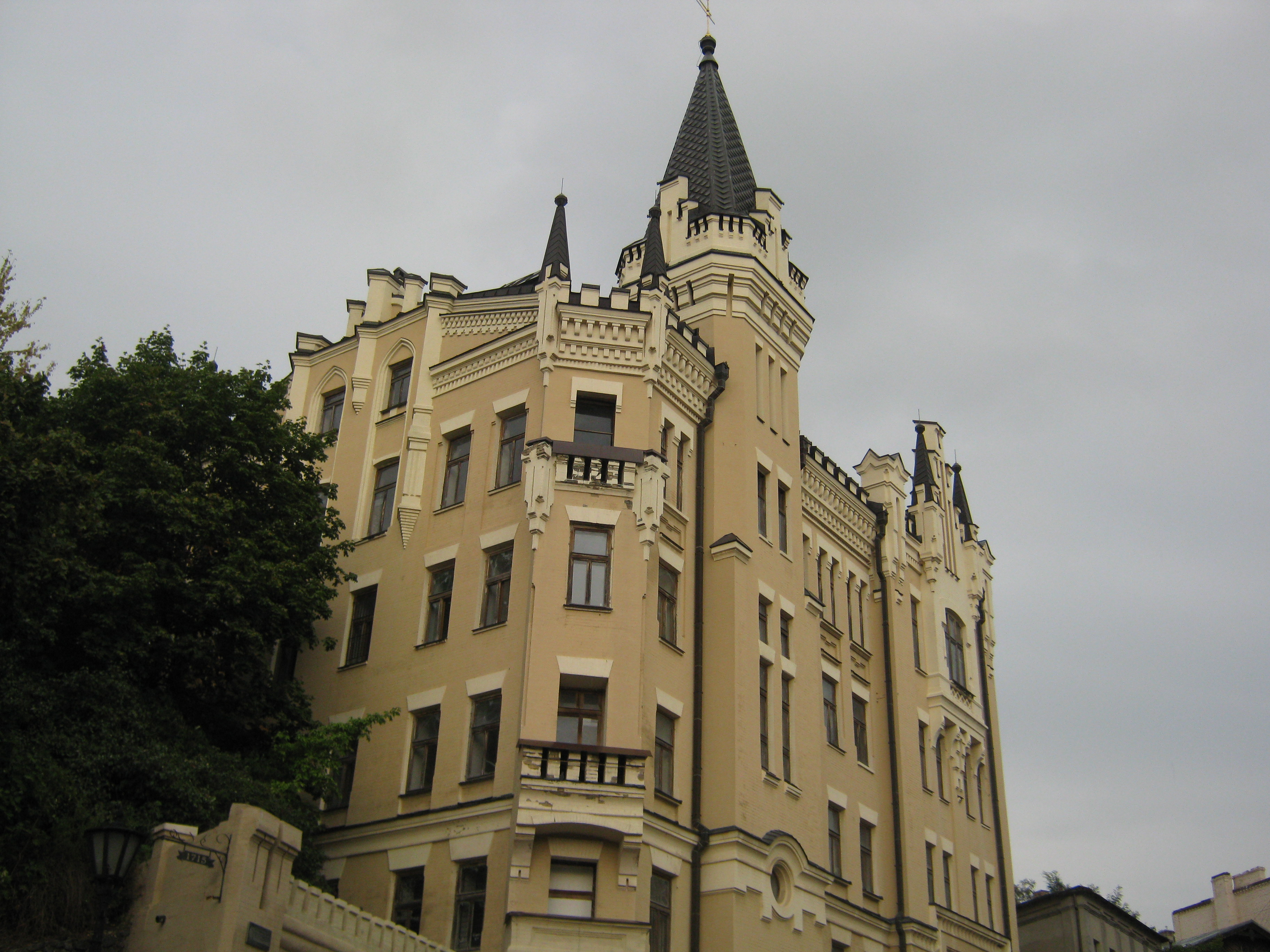
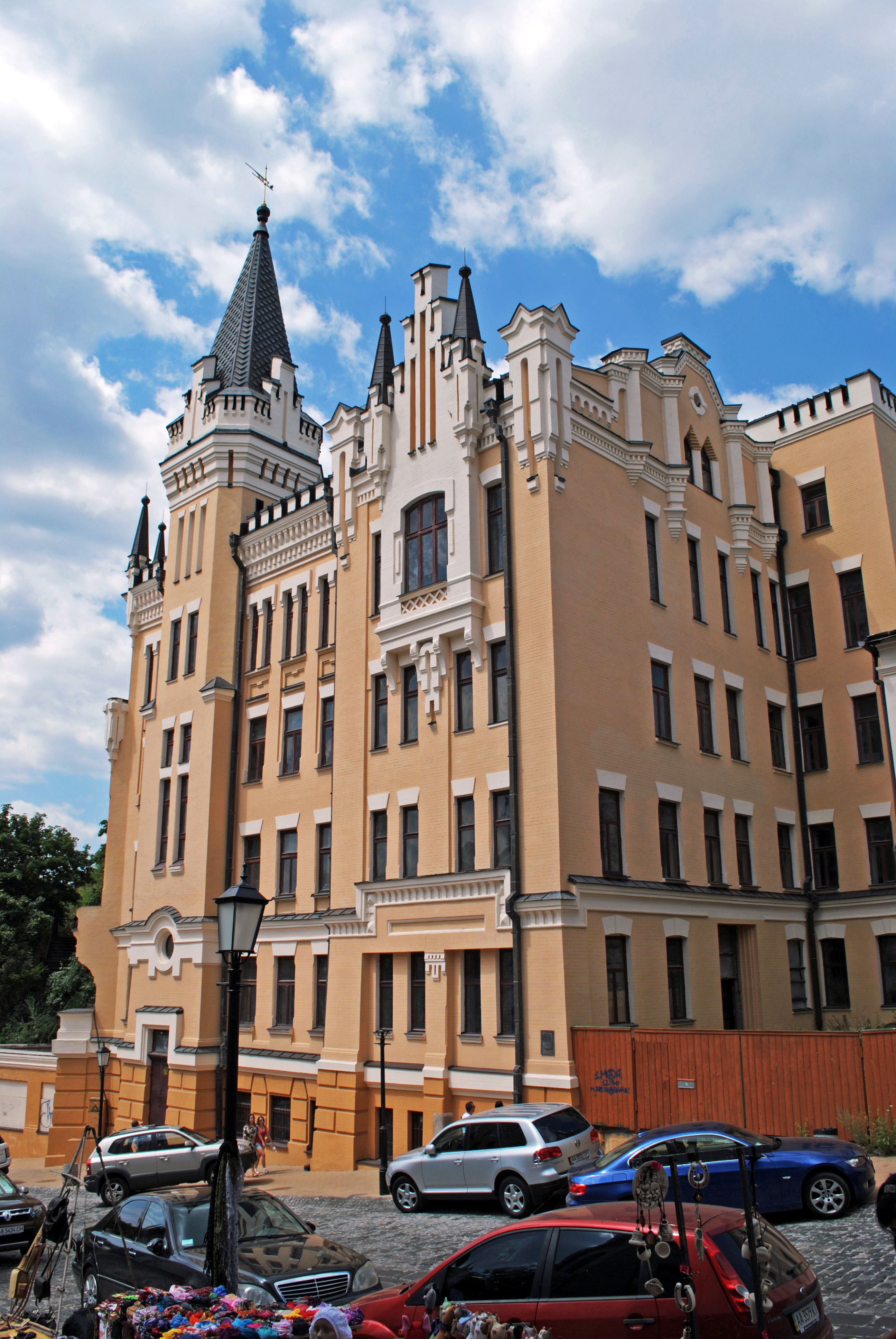